# (7926) 1986 RD5
(7926) 1986 RD5 là một tiểu hành tinh vành đai chính. Nó được phát hiện bởi Henri Debehogne ở Đài thiên văn La Silla ở Chile ngày 3 tháng 9 năm 1986.